# Лазерная медицина
Лазерная медицина — раздел медицины, использующий лазеры в диагностике, лечении или терапии заболеваний человека, включающий лазерную фотодинамическую терапию, лазерную хирургию и др.
Лазерная медицина это область медицины, которая основывает свою диагностическую, терапевтическую и научно-исследовательскую работу на применении лазерного монохроматического света, когерентного света, только одной длины волны (цвета), направленной в узком луче и в одном направлении. Лазерная медицина сегодня стала незаменимой областью медицины, которая нашла применение не только во многих диагностических и терапевтических процедурах, но и в области биологических исследований, от микроскопии высокого разрешения до субклеточной нанохирургии.

## История

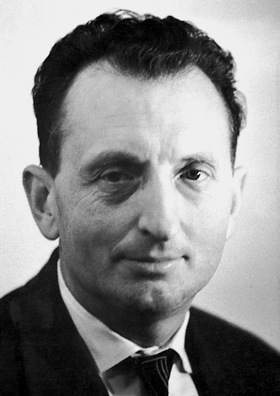
Александр Михайлович Прохоров

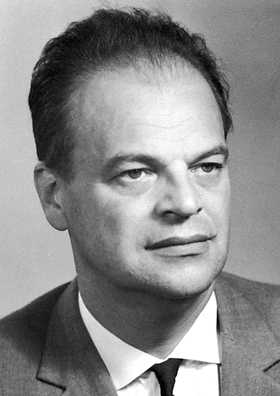
Николай Геннадиевич Басов

Советские ученые Александр Прохоров и Николай Басов, разрабатывая квантовые стандарты частоты, сформулировали основные принципы квантового усиления и генерации (1953), что было реализовано при создании первого квантового усиления (мазера) на аммиаке (1954). В 1955 году они предложили трёхуровневую схему создания инверсной населённости уровней, нашедшую широкое применение в мазерах и лазерах. За изобретение лазеров в 1964 году им была присуждена Нобелевская премия по физике.
В 1960-х годах стали изучаться потенциальные возможности использования лазеров в медицине. Потому что лазер обладает тремя интересными характеристиками в этой области применения: направленность (множество функций направления), «импульсность» (возможность работы с очень короткими импульсами) и монохроматичность.
Этому новому инструменту было найдено несколько медицинских применений, сначала в Соединенных Штатах: рубиновый лазер был использован в 1961 году Кэмпбеллом в офтальмологии, а в 1963 году — Гольдманом в дерматологии. Затем, предпочтительным лазером для лечения отслоения сетчатки стал аргоновый ионизированный лазер (длина волны 488—514 нм). Лазер на углекислом газе (CO2), представленный Поланьи и Капланом в 1965 и 1967 годах, впервые был применен в хирургии с концепцией лазерного скальпеля.
Использование волоконной оптики в операционной с 1970-х годов открыло возможности применений лазеров при внутриполостных манипуляциях, благодаря возможности введения эндоскопа с волокном в канал. В этот период в гастроэнтерологии и пульмонологии стали использовать аргоновый лазер (Ричард Дуайер в 1975 году) и особенно YAG-лазер (Петер Кифхабер в 1975 году).
В 1976 году Альфонс Хофштеттер впервые применил лазер в урологии. Благодаря лазеру на красителе в конце 1970-х появилась фотодинамическая терапия (Томас Дуэрти, 1976)

## Лазеры
В медицине используются разнообразные виды лазеров, среди которых следует отметить:
- Лазеры CO2,[4] используются для разрезания, выпаривания, абляции и фотокоагуляции мягких тканей[5].
- Диодные лазеры[6]
- Лазеры на красителях[1][7]
- Эксимерные лазеры
- Волоконные лазеры[8]
- Газовые лазеры
- Лазеры на свободных электронах
- Полупроводниковые диодные лазеры[9]

## Применение в медицине
Примеры процедур, практик, устройств и специальностей, в которых используются лазеры, включают:
- Ангиопластика
- Диагностика рака[10]
- Лечение рака[11]
- Стоматология
- Косметическая дерматология, такая как ревизия рубцов, шлифовка кожи, лазерная эпиляция, удаление татуировок
- Дерматология, для лечения меланомы
- Френэктомия
- Литотрипсия
- Лазерная маммография[12]
- Медицинская визуализация[12]
- Микроскопия[13][14]
- Офтальмология (включает LASIK и лазерную фотокоагуляцию)
- Оптическая когерентная томография
- Оптогенетика[15]
- Простатэктомия
- Пластическая хирургия, в частности лазерная липосакция,[16] а также при лечении поражений кожи (врожденных и приобретенных) и при лечении рубцов (ожогов и хирургических рубцов)
- Хирургия,[17] для разрезания, удаления и прижигания тканей

### Преимущества
Лазер обладает множеством уникальных преимуществ, которые делают его очень популярным среди различных типов практикующих врачей.
- Благодаря точности направления лазер используется для точного разрезания и прижигания всех видов тканей, не повреждая соседние клетки. Это самая безопасная техника и самая точная резка, а также точное разрезание и прижигание, которые никогда ранее не практиковались в медицине.[18]
- Лаборатории широко используют лазеры, особенно для спектроскопического анализа и в более общем плане для анализа биохимических образцов. Это позволяет буквально «увидеть» и быстрее определить состав клетки или образца в микроскопическом масштабе.
- Электрическая интенсивность лазера легко регулируется безопасным для пациента способом, но также может изменяться по желанию, что дает ему очень широкий и все еще частично изученный диапазон применения (в 2021 году).

### Недостатки
Принципиальный недостаток не медицинский, а экономический: его стоимость. Хотя с момента своего появления в развитых странах стоимость лазерной терапии значительно снизилась, она остается более дорогой, чем большинство других распространенных технических средств, из-за материалов, технического оснащения, необходимого для проведения любой лазерной терапии, а также только определенной специальной подготовки.
Например, во Франции (как и в других странах с развитой системой социального обеспечения) стоматологическое, эндодонтическое или пародонтальное лазерное лечение классифицируется вне номенклатуры и, следовательно, не возмещается социальным обеспечением.

## Галерея

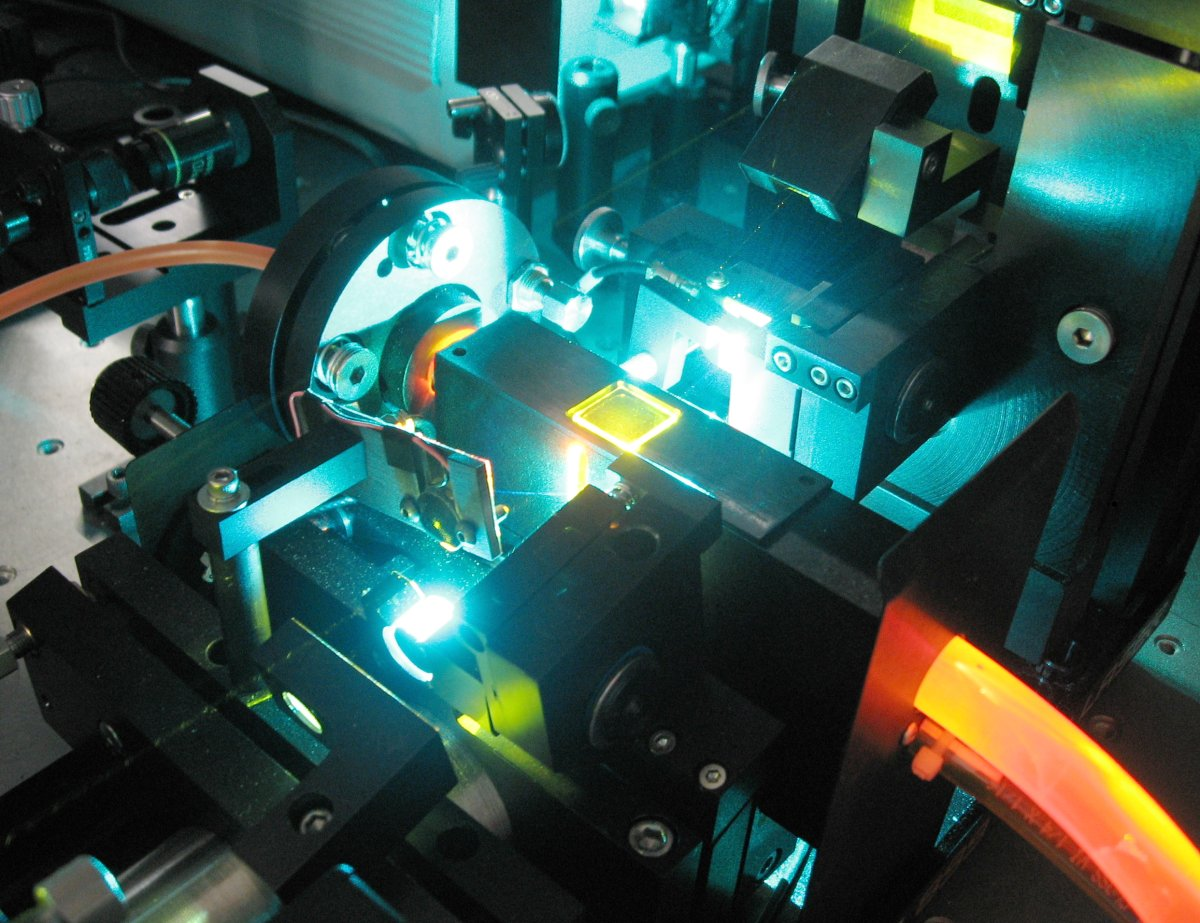
Непрерывный лазер на родаминовых красителях с излучением около 590 нм, обычно используемый в ранних медицинских лазерных системах
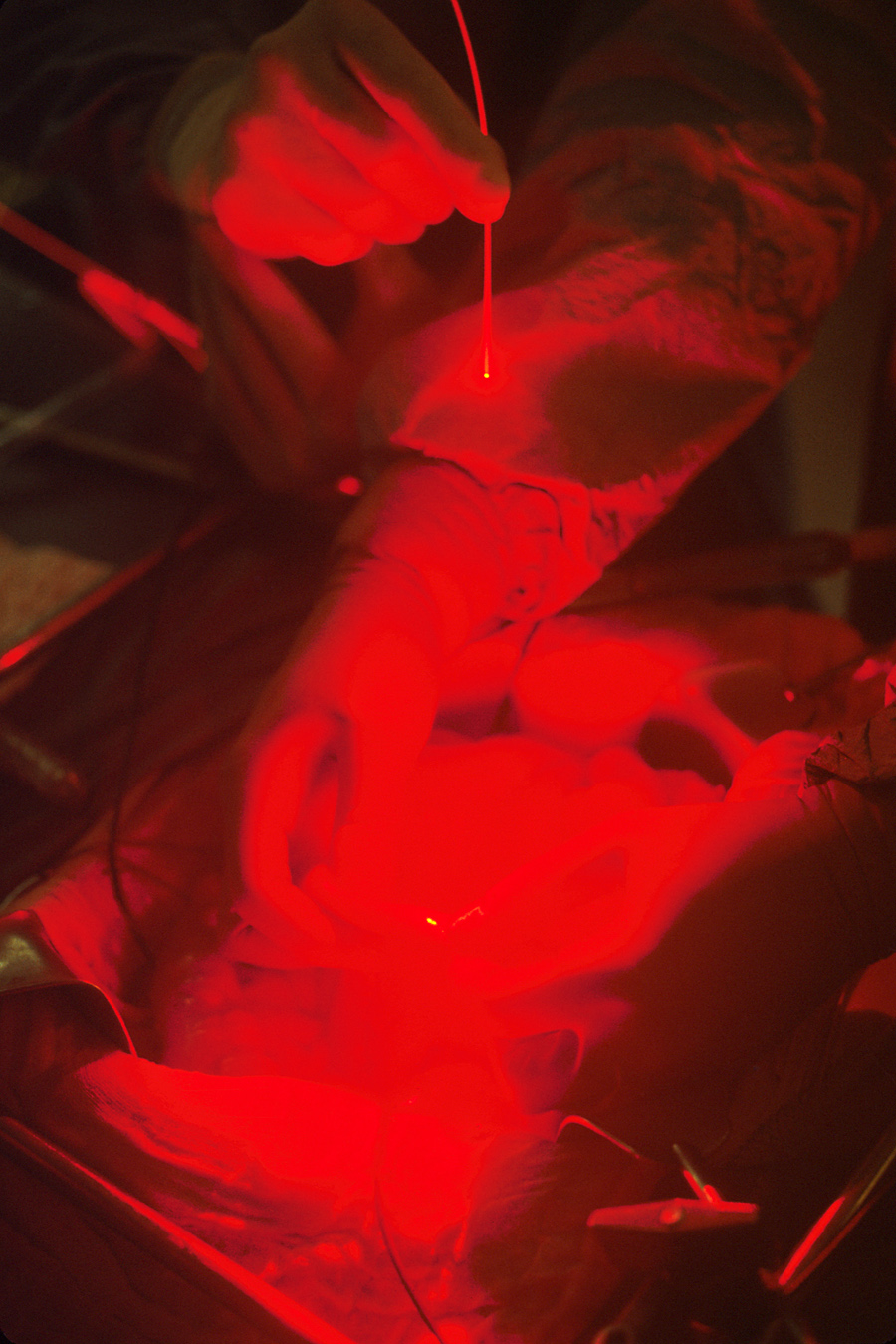
Лазерное излучение, доставляемое по волокну для фотодинамической терапии при лечении рака
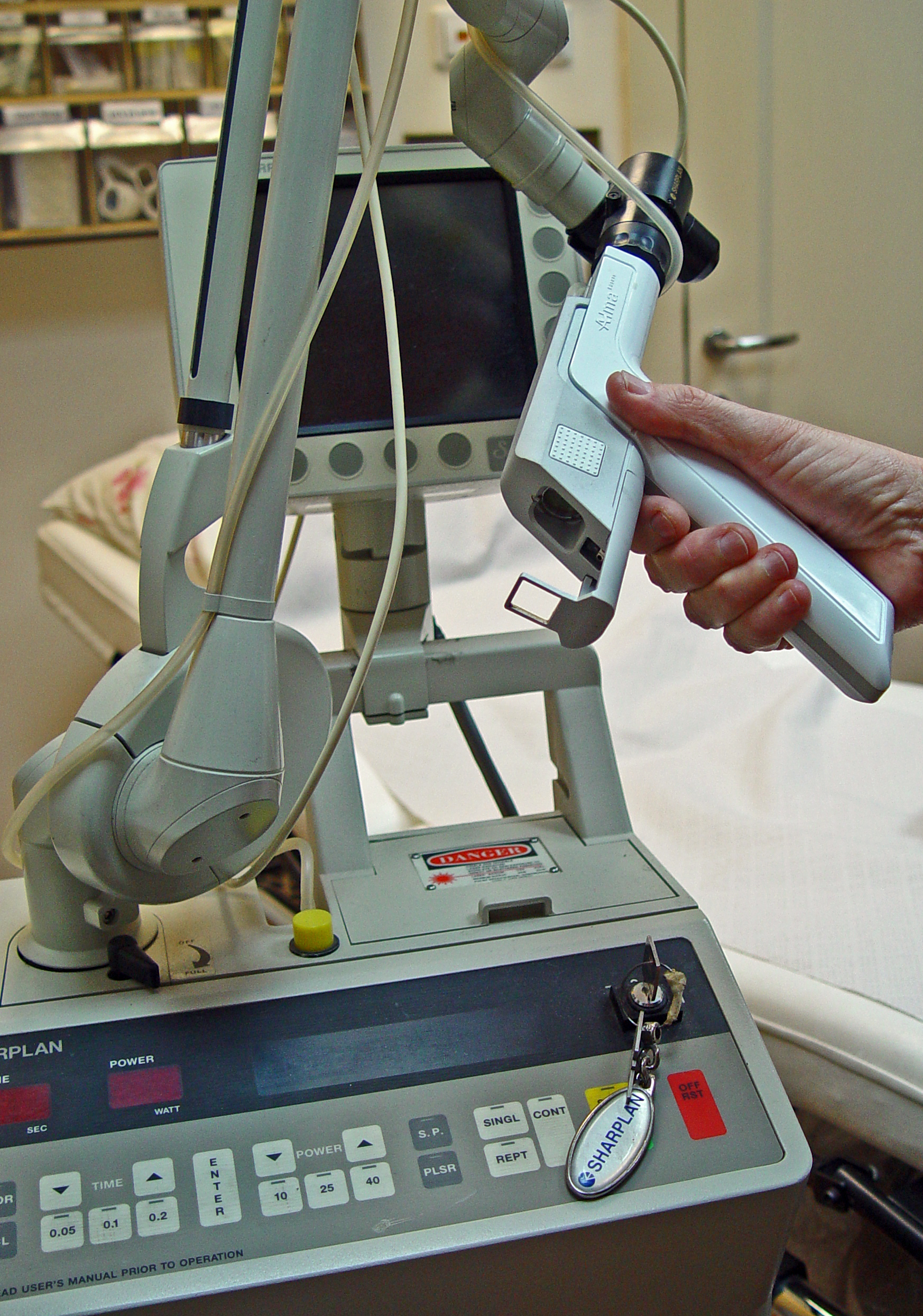
40-ваттный CO2-лазер для применения в ЛОР, гинекологии, дерматологии, челюстно-лицевой хирургии и ортопедии
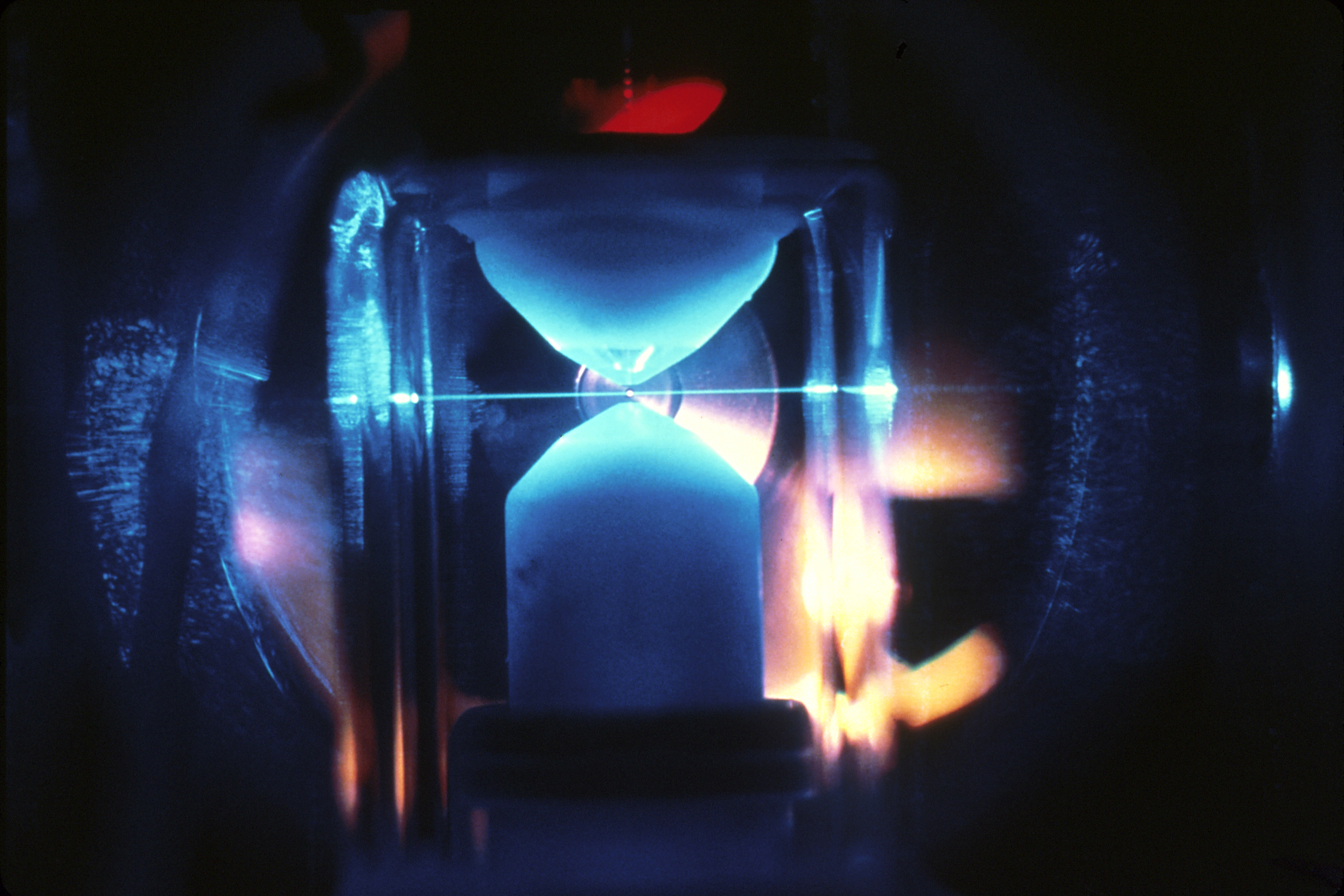
Эндоцервикальный мазок Папаниколау — для обнаружения предраковых и злокачественных клеток (в гинекологии), клетки проходят под потоком лазерного луча, анализируется каждая клетка, аномально выглядящие клетки можно отсортировать от остальных для дальнейшей диагностики на предмет наличия признаков рака
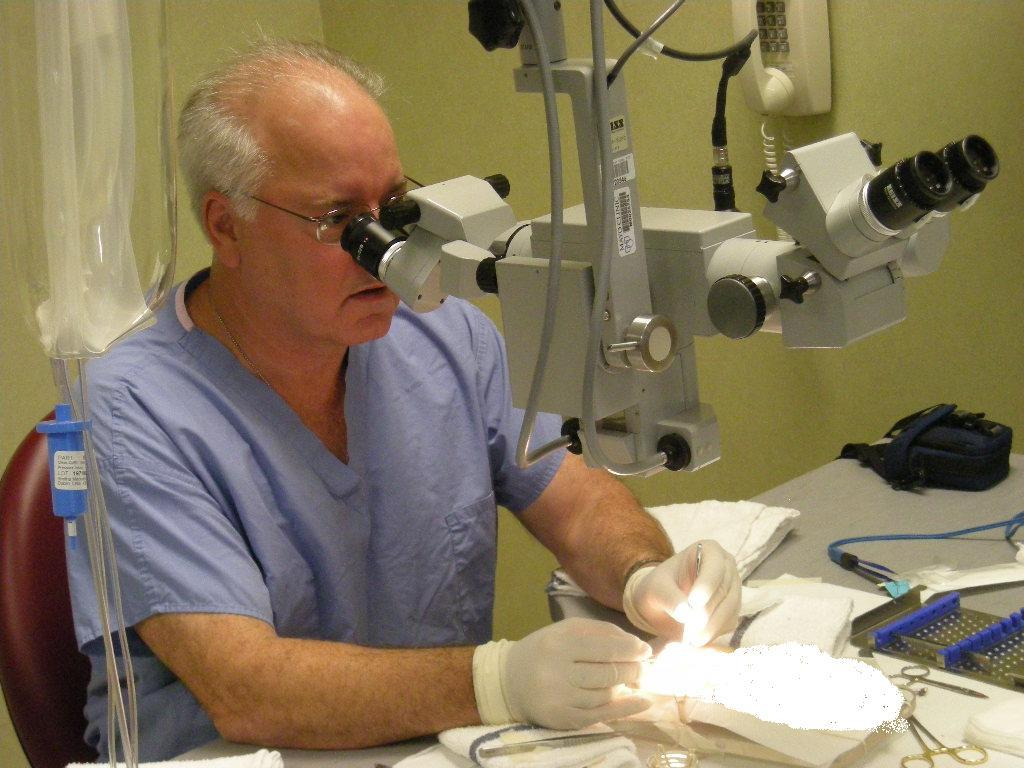
Ортопед готовит лазерное вмешательство
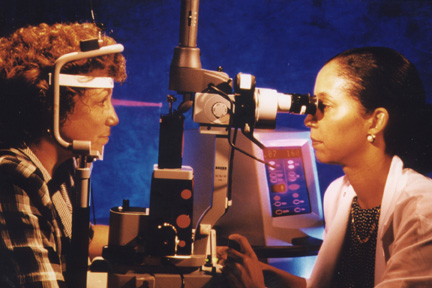
Операция по удалению ретинопатии
Устройство для лазерного удаления татуировок